# Rów diamentowy

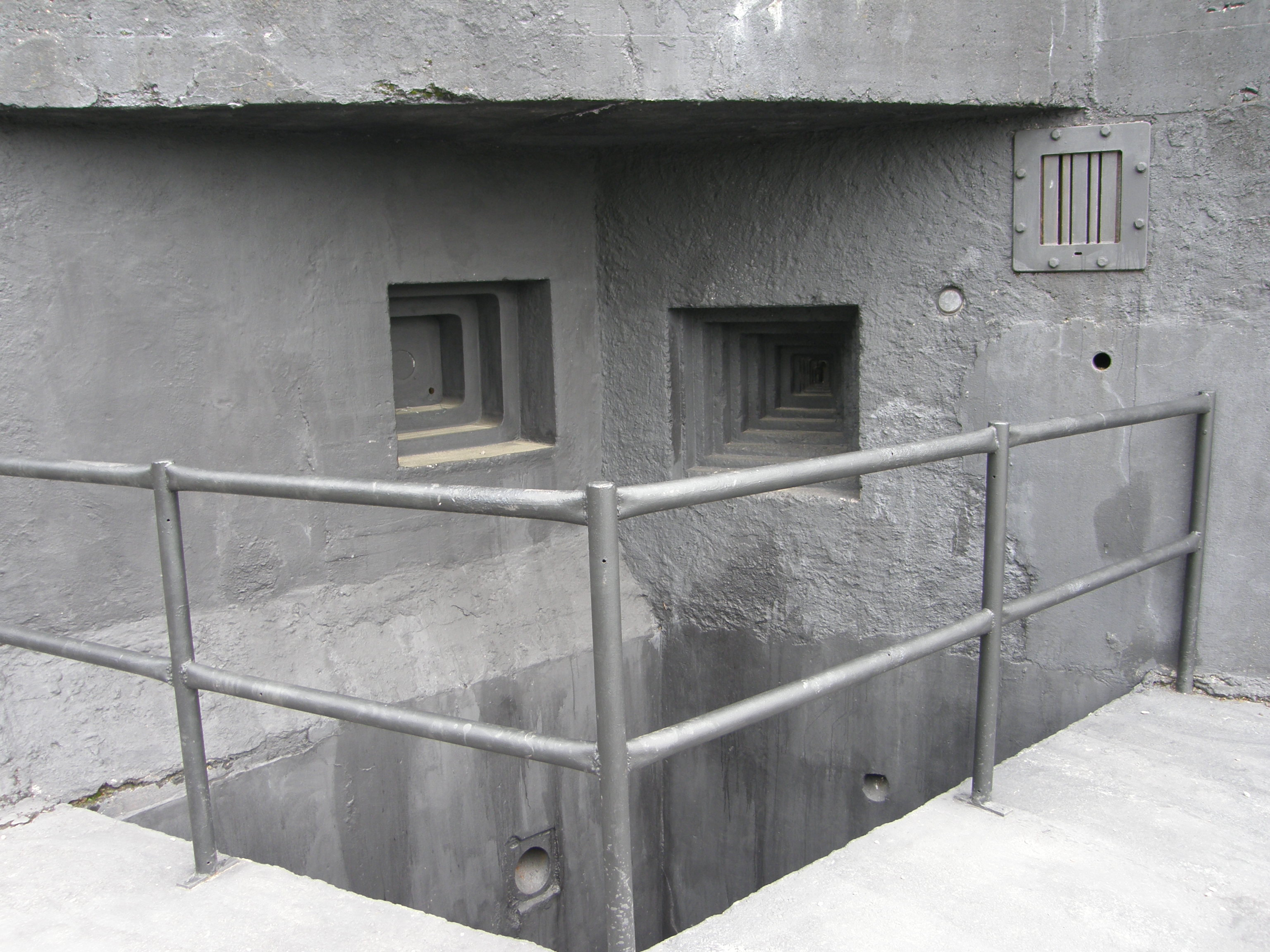
Rów diamentowy pod antyrykoszetowymi strzelnicami broni maszynowej; pod lewą, w ścianie rowu widoczny otwór zrzutni łusek

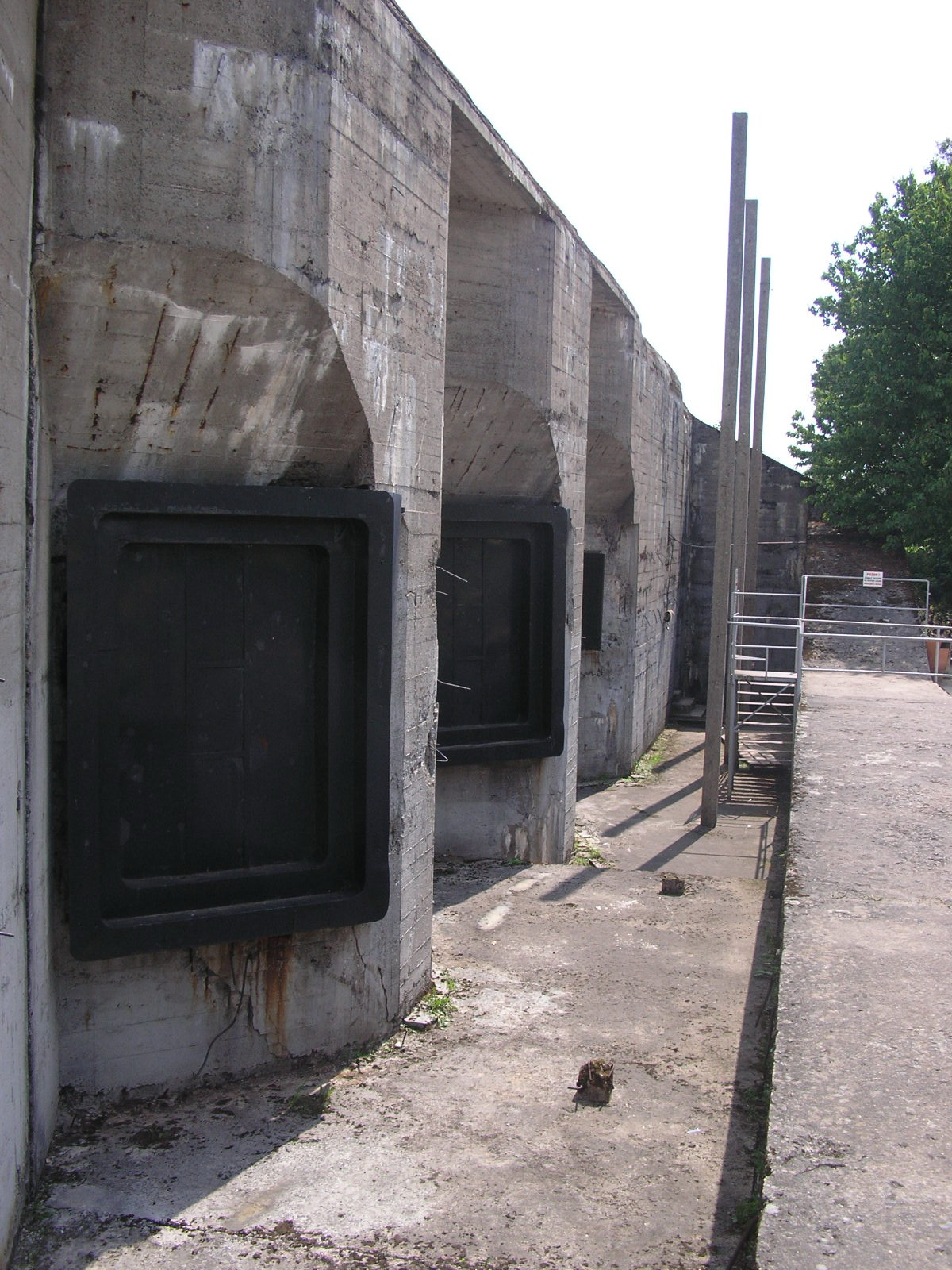
Rów diamentowy o głębokości ok. 2 m, po lewej strzelnice. Duży schron NDS 75 Zelený Grupy warownej Dobrošov

Rów diamentowy – element fortyfikacyjny w postaci betonowego rowu, umieszczony wzdłuż ściany ogniowej schronu bojowego celem utrudnienia przeciwnikowi podejścia pod fortyfikację oraz ochrony strzelnicy przed zasypaniem ziemią w wyniku pobliskiego wybuchu pocisku. Służy również jako miejsce pozbywania się łusek ze zużytych nabojów, które pozostając w schronie mogłyby okazać się niebezpieczne dla załogi ze względu na trujące właściwości gazów prochowych.